# ウルトラスコープ
ウルトラスコープは、1971年に任天堂より発売された玩具。ウルトラコープの名称で発売された時期もある。
ウルトラハンド、ウルトラマシンに続く「ウルトラ3部作」の最終製品として販売された。ミラー式の潜望鏡で、スイッチを入れるとミラー部分が伸び、使い終わるとミラー部分が縮むという仕組みであった。

## 登場作品
- とびだせ どうぶつの森 - 家具の一つとして登場。名称は「ウルトラコープ」となっている。
- 超おどる メイド イン ワリオ - ミニゲームの一つに登場[3]。